# HTC Blau-Weiß Krefeld
Der HTC Blau-Weiß Krefeld e. V. ist ein Tennisverein aus der Stadt Krefeld. Der Verein ist am Krefelder Stadtwald beheimatet und spielt in der Tennis-Bundesliga.

## Geschichte
Der Verein wurde am 9. Mai 1923 zunächst mit einer Hockeyabteilung gegründet, die 1930 an den VfL Preußen 1855 Krefeld übergeben wurde.
Die Tennisabteilung besteht seit 1924.
1971 stieg die 1. Herrenmannschaft erstmals in die Tennis-Bundesliga auf und verblieb dort bis 1979. Nach einigen Auf- und Abstiegen gehören die Herren nun seit 2005 wieder durchgehend der Tennis-Bundesliga an. 1991 spielte auch die 1. Damenmannschaft in der höchsten Liga, nach dem Abstieg löste sie sich aber erst einmal auf.

## Sportliche Erfolge
- 1978: Deutscher Meister der Senioren
- 1985: Deutscher Meister der Senioren
- 1992: Jens-Peter Wenner wird Deutscher Jugendmeister / Jochen Obermeier wird mit der deutschen Mannschaft Weltmeister der Senioren

## Bekannte Spieler
- Lawson Duncan
- Patrik Fredriksson
- Magnus Larsson
- José López Maeso
- Alexander Metreweli
- Nikola Špear
- Michael Tauson
- Marco Cecchinato